# Blepharita groenlandica
Blepharita groenlandica är en fjärilsart som beskrevs av Zetterstedt 1840. Blepharita groenlandica ingår i släktet Blepharita och familjen nattflyn. Inga underarter finns listade i Catalogue of Life.